# Oum Chheang Sun
Oum Chheang Sun (khmerski អ៊ុំ ឈាងស៊ុន; ur. 1 czerwca 1900 w Kapong Cham, zm. 1963) – kambodżański polityk i nauczyciel, dwukrotny premier Kambodży od 3 marca do 12 października 1951 i od 5 stycznia do 29 lutego 1956.

## Kariera
Pracował początkowo od 1918 jako nauczyciel, awansował później na dyrektora szkół i inspektora, odpowiadał także za tworzenie książek do nauki. Należał do Partii Demokratycznej, za drugiej kadencji przeszedł do Sangkum. Od 1948 był członkiem Rady Królestwa, od 1950 na jej czele. Od marca do maja 1951 był ministrem obrony, od stycznia do września 1955 ministrem zdrowia. W październiku 1955 został prezydentem Zgromadzenia Narodowego. Obejmując fotel szefa rządu po raz drugi, zastąpił księcia Norodoma Sihanouka, jednak wobec protestów społecznych podał się do dymisji już po dwóch dniach, a nowy gabinet zaprzysiężono niemal dwa miesiące później.
Był żonaty z  Neang Nginn Léang, miał z nią dwójkę dzieci: Sangim i Saône. Jego brat Nguon pełnił funkcję gubernatora i ambasadora w Laosie.